# André Gardère
André Maurice Gardère (ur. 8 maja 1913 w Gérardmer, zm. 22 lutego 1977 w Paryżu) – francuski florecista i szablista, srebrny medalista olimpijski i trzykrotny medalista mistrzostw świata.
Na igrzyskach olimpijskich w Berlinie w 1936 roku razem z Édwardem Gardère, Jacquesem Coutrotem, René Bougnolem, René Bondoux i René Lemoinem zdobył srebrny medal we florecie drużynowym. Następnie był siódmy we florecie indywidualnym, wygrywając w rundzie finałowej jeden z siedmiu pojedynków. Startował tam również w szabli drużynowej, zajmując piąte miejsce. 
Trzykrotnie zdobywał medale mistrzostw świata (oficjalnie rozgrywanych pod tą nazwą dopiero od 1937). Pierwszy medal zdobył podczas mistrzostw świata w Warszawie w 1934 roku, razem z René Bougnolem, Édwardem Gardère
Michelem Godinem i René Lemoinem zajmując drugie miejsce we florecie drużynowym. W tej samej konkurencji zdobywał też srebrne medale na mistrzostwach świata w Lozannie (1935) i mistrzostwach świata w Paryżu (1937).
Jego brat, Édward Gardère, także był florecistą.